# Tá dược
Tá dược là các chất không hoạt tính (dược lý hoặc sinh học) được lựa chọn để xây dựng công thức bào chế cùng với các thành phần hoạt chất khác của thuốc, nhằm mục đích xây dựng công thức bào chế thuốc. Công thức bào chế thuốc có chứa các thành phần hoạt chất có tác dụng dược lý mạnh (hoạt lực mạnh), cần phải có các chất độn hay pha loãng là một trong các vai trò của tá dược. Tính chất này cho phép thực hiện thuận tiện và chính xác phân tán thuốc (các hoạt chất) khi sản xuất một dạng bào chế. Tá dược cũng có thể ảnh hưởng tới khả năng giải phóng và hấp thu của dược chất trong cơ thể tức là ảnh hưởng đến đáp ứng lâm sàng của thuốc (các quá trình dược động học của thuốc trong cơ thể). Tá dược cũng có ích cho các quá trình sản xuất, pha chế thuốc như làm tăng độ hòa tan của thuốc, làm tăng tính chất trơn chảy của hạt thuốc (dập viên, đóng nang), tá dược còn đóng vai trò quan trọng trong độ ổn định của thuốc (dược chất, dạng bào chế) giúp thuốc đạt được tuổi thọ như mong muốn.

## Các loại tá dược

### Chất chống dính
Chất chống dính được sử dụng để giảm độ dính giữa các hạt thuốc và làm cho các viên thuốc không bị dính vào nhau. 
Chất thường được dùng là magie stearat.

### Chất kết dính
Chất kết dính giúp gắn các thành phần trong thuốc lại với nhau. Chất kết dính tạo một lực liên kết đủ mạnh giữa các hạt trong thuốc, và giúp tăng thể tích của các chất kém hoạt động trong thuốc. Chất kết dính thường dùng là:
- Saccharide và các dẫn xuất:
  - Disaccharide: sucrose, lactose;
  - Polysaccharide và các dẫn xuất: tinh bột, cellulose hoặc các chế phẩm của cellulose như microcrystalline cellulose và cellulose ether như hydroxypropyl cellulose (HPC);
  - Đường polyol như xylitol, sorbitol, maltitol;
- Protein: gelatin;
- Polyme tổng hợp: polyvinylpyrrolidon (PVP), polyetylen glycol (PEG)...

Chất kết dính được phân loại theo mục đích sử dụng:
- Chất kết dính hòa tan được hòa tan trong một dung dịch (như nước hoặc ethanol) dùng trong thuốc dạng nước. Ví dụ gelatin, cellulose, chế phẩm cellulose, polyvinylpyrrolidon, tinh bột, sucrose và polyetylen glycol.
- Chất kết dính khô được thêm vào thuốc bột hoặc trong quy trình ép thuốc bột. Ví dụ cellulose, metyl cellulose, polyvinylpyrrolidon và polyetylen glycol.

### Chất bao phủ
Vỏ bao thuốc bảo vệ thuốc khỏi sự phân hủy bởi độ ẩm, hoặc giúp cho những loại thuốc có mùi vị khó chịu dễ được nuốt hơn. Phần lớn các thuốc được bọc bởi một lớp cellulose ether hydroxypropyl metylcellulose (HPMC) không chứa đường và không chứa chất gây dị ứng. Thỉnh thoảng một vài chất khác được dùng như các loại polyme tổng hợp sơn cánh kiến, protein bắp zein hoặc các polysaccharide khác. Thuốc nang thường được bao bọc bởi gelatin.

### Chất làm tan
Chất làm tan tan ra và hòa tan khi gặp nước, làm cho viên thuốc vỡ ra trong ống tiêu hóa, giải phóng các hoạt chất, giúp cho sự hấp thu.
Chúng có vai trò bảo đảm khi viên thuốc gặp nước, thuốc sẽ bị vỡ ra thành nhiều mẩu nhỏ, tăng sự hòa tan.
Ví dụ các chất làm tan: 
- Các polyme mạch cầu: polyvinylpyrrolidon mạch cầu (crospovidon), natri carboxymetyl cellulose mạch cầu (croscarmellose natri).
- Tinh bột biến tính...

### Chất làm đầy
Chất làm đầy làm tăng thể tích của viên thuốc, giúp cho việc sản xuất và tiêu thụ thuận tiện hơn. Do làm tăng thể tích của thuốc, nó làm cho thuốc có thể tích phù hợp giúp bệnh nhân dễ uống hơn.
Chất làm đầy tốt phải trơ về mặt hóa học, phù hợp với các thành phần khác, không hút ẩm, rẻ, kết đặc tốt, không có vị hoặc có vị dễ chịu.
Cellulose một loại chất làm đầy được dùng phổ biến trong thuốc viên và thuốc nang. Dicalci phosphat cũng thường được dùng. Một số loại dầu thực vật cũng hay được dùng trong thuốc nang.
Các chất làm đầy khác gồm có: lactose, sucrose, glucose, mannitol, sorbitol, calci cacbonat, magiê stearat.

### Hương liệu
Chất tạo mùi được dùng để làm lấn át vị khó chịu của hoạt chất và giúp cho bệnh nhân chịu uống thuốc hơn. Nó có thể có nguồn gốc tự nhiên (chiết xuất từ hoa quả) hoặc tổng hợp.
Ví dụ, để cải thiện:
- vị đắng - dùng mùi bạc hà, anh đào hoặc hồi
- vị mặn - dùng mùi đào, mơ hoặc cam thảo
- vị chua - dùng mùi quả mâm xôi hoặc cam thảo
- vị rất ngọt - dùng mùi vani

### Màu thực phẩm
Chất tạo màu được dùng để làm tăng mẫu mã cho thuốc. Độ bền của màu giúp dễ phân biệt các loại thuốc.

### Chất bảo quản
Các chất bảo quản thường được dùng là
- Chất chống oxy hóa như vitamin A, vitamin E, vitamin C.
- Các amino acid như cysteine và methionine
- Acid citric và natri citrat

### Chất làm ngọt
Chất làm ngọt được dùng để làm cho thuốc có vị dễ chịu, nhất là các loại thuốc nhai như antacid hay thuốc nước như xirô ho. Đường cũng có thể được dùng để lấn át mùi, vị của thuốc. 